# 北島町 (浜松市)
北島町（きたじまちょう）は静岡県浜松市中央区の町名。丁番を持たない単独町名である。住居表示未実施。

## 地理
浜松市中央区の東部に位置する。東で安新町及び松小池町、西で篠ケ瀬町、南で薬師町及び薬新町、北で天王町及び下石田町と接する。

### 河川
- 安間川
- 松小池川

### 学区
小学校・中学校の学区は以下の通りである。
- 浜松市立和田小学校
- 浜松市立天竜中学校

## 歴史

### 町名の由来
現在の北島町は鎌倉時代のころから存在した安間郷から江戸時代になり分村した。安間郷の北に当たる島状の地形であることから北島と命名された。

### 沿革
- 1889年（明治22年）4月1日 - 町村制の施行により、長上郡北島村が周辺の村と合併して長上郡橋田村となる。旧村名は橋田村の大字として残る[書籍 2]。
- 1891年（明治24年）6月11日 – 橋田村が和田村に改称する。
- 1896年（明治29年）4月1日 - 郡制の施行により、和田村の所属郡が浜名郡に変更となる。
- 1954年（昭和29年）3月31日 – 和田村が浜松市に編入される。
- 1955年（昭和30年） – 大字北島の一部を薬師町へ割譲し、大字薬師新田（=薬新町）及び大字安間新田（=安新町）の各一部を編入する。大字北島から北島町に町名変更する。[書籍 3]。
- 2007年（平成19年）4月1日 - 浜松市が政令指定都市となる。北島町は東区の一部となる。
- 2024年（令和6年）1月1日 - 浜松市の行政区再編により、北島町は中央区の一部となる。

## 施設
- トヨタモビリティパーツ静岡支社浜松営業所・西部エリア受注センター
- 三菱電機メカトロニクスエンジニアリング静岡サービスセンター
- クスリのアオキ浜松北島店
- ヤマダデンキ家電住まいる館YAMADA浜松本店
- セブン-イレブン浜松北島町店
- ファミリーマート（浜松きたじま店、浜松インター南店）
- ミニストップ浜松北島町店

## 交通

### バス
- 遠鉄バス78蒲線：（浜松駅 方面 - ）北島町西 - 北島町 - 北島町北（ - 産業展示館・笠井上町 方面）

### 道路
- 国道1号（浜松バイパス）
- 国道152号（東海道・浜松自動車街通り）
- 静岡県道65号浜松環状線
- 静岡県道314号中野市野線（姫街道）

## その他

### 警察
警察の管轄区域は以下の通りである。
| 番・番地等 | 警察署       | 交番・駐在所 |
| ---------- | ------------ | ------------ |
| 全域       | 浜松東警察署 | 和田交番     |

### 消防
消防の管轄区域は以下の通りである。
| 番・番地等 | 消防署   | 本署/出張所 |
| ---------- | -------- | ----------- |
| 全域       | 東消防署 | 本署        |

### 書籍
1. ↑  『わがまち文化誌 天竜川と東海道 -浜松の東玄関-』浜松市天竜公民館、1994年2月26日、21,22頁。
2. ↑  『浜松市史 三』浜松市役所、1980年3月26日、176頁。
3. ↑  『わがまち文化誌 天竜川と東海道 -浜松の東玄関-』浜松市天竜公民館、1994年2月26日、22,23頁。

### WEB
1. ↑  “h02_22.csv”.   総務省 (2022年2月10日). 2024年7月13日閲覧。
2. ↑  “chuouku_menseki.xlsx”.   浜松市 (2024年3月12日). 2024年7月13日閲覧。
3. ↑  “静岡県 浜松市中央区 北島町の郵便番号 - 日本郵便”.   日本郵便. 2025年2月15日閲覧。
4. ↑  “市外局番の一覧”.   総務省 (2022年3月1日). 2024年7月13日閲覧。
5. ↑  “事業所案内及び管轄地域（事務所3件、分室3件）”.   一般社団法人静岡県自動車会議所. 2024年7月13日閲覧。
6. ↑  “住居表示実施状況／浜松市”.   浜松市 (2024年1月4日). 2024年7月13日閲覧。
7. ↑  “学校名から探す／浜松市”.   浜松市 (2024年1月1日). 2024年7月13日閲覧。
8. ↑  “和田交番｜静岡県警察”.   静岡県警察 (2024年1月1日). 2024年7月13日閲覧。
9. ↑  “消防署の町別管轄「き」／浜松市”.   浜松市 (2023年4月3日). 2024年7月13日閲覧。